# Bound for Glory (2015)
Bound for Glory (2015) fue un pago por visión producido por Total Nonstop Action Wrestling. Tuvo lugar el 4 de octubre de 2015 en el Cabarrus Arena en Concord, Carolina del Norte. Es el undécimo evento en la cronología de Bound for Glory y segundo-último evento pago por visión de TNA en el 2015.

## Antecedentes
El 23 de septiembre en Impact Wrestling, Drew Galloway derrotó a Bram, Lashley, Davey Richards y Eddie Edwards en un Five-way Match, donde el ganador tendría una oportunidad por el Campeonato Mundial Peso Pesado de TNA contra Ethan Carter III. En la edición siguiente, Dixie Carter le dio una oportunidad a Matt Hardy por el Campeonato Mundial, siempre y cuando haga equipo con Galloway y venciera a Carter y a Tyrus, cosa que sucedió e hizo que Hardy se añadiera a la lucha, convirtiendo la lucha principal en un Triple Threat Match por el Campeonato Mundial Peso Pesado de TNA, con Jeff Hardy como árbitro especial.
Tras haber perdido el Campeonato Mundial de TNA ante Ethan Carter, Kurt Angle fue sometido a una cirugía lo que lo tuvo fuera del ring por dos meses. Tiempo después, Angle anunció que participaría en Bound for Glory como su última lucha en TNA, ya que su contrato terminó en junio del mismo año, donde su oponente sería Eric Young en un No Disqualification Match, combate que Angle mismo solicitó a Dixie Carter, aun cuando su salud corría peligro. Una vez terminada la lucha, Angle se tomaría un tiempo fuera de la lucha libre.
Durante el 2007, TNA decidió crear una división femenina en la empresa. Gail Kim se convirtió en la campeona inaugural de Campeonato de Knockouts de TNA en Bound for Glory. Desde que ganó el título, Kim tuvo una dura rivalidad con Awesome Kong , lo que llevó a una lucha titular en el Impact Wrestling del 7 de enero de 2008, donde Kong venció a Kim, coronándose como campeona. Posteriormente, Kim dejaría TNA y Kong lo haría algunos años después. En 2015, Kong hizo su regreso a TNA, retomando su feudo con Kim. El 16 de septiembre en Impact Wrestling, Kim derrotó a Awesome Kong, Lei'D Tapa y a la campeona Brooke en un Fatal Four-way Match, ganando el Campeonato de Knockouts de TNA por quinta vez en su carrera. Al día siguiente a través de Facebook, TNA confirmó que Gail Kim defendería su título ante Kong en Bound for Glory.
El 1 de julio en Impact Wrestling, después de derrotar a Austin Aries y Bobby Roode en un 30-minute Iron Man Match, The Wolves volvieron a ganar los vacantes Campeonatos en Parejas. El 2 de septiembre en Impact Wrestling, fueron derrotaron por Brian Myers y Trevor Lee (quienes eran parte de la invasión GFW a TNA), perdieron dichos títulos pero el 9 de septiembre en Impact Wrestling, los recuperaron ante Myers y Lee.
El 28 de septiembre en Impact Wrestling, se anunció el Bound for Gold Gauntlet Match, donde el ganador tendría una oportunidad por el Campeonato Mundial de TNA. Se anunció en Impactwrestling.com que los luchadores que serían parte de esto son Abyss, Aiden O'Shea, Chris Melendez, Eli Drake, Jessie Godderz, Mahabali Shera, Mr. Anderson, Robbie E, Tyrus y tres luchadores por confirmar.
El 23 de septiembre en Impact Wrestling, se anunció que Tigre Uno defendería el Campeonato de la División X de TNA. en un Ultimate X Match contra DJ Z, Manik y Andrew Everett.
El 30 de septiembre en Impact Wrestling, Bobby Roode lanzó un reto abierto por el Campeonato del Rey de la Montaña de TNA, el cual fue respondido por Lashley. La lucha fue establecida para Bound for Glory.

## Resultados
- Dark Match: Shawn Shultz derrotó a John Skyler.
  - Shultz cubrió a Skyler.
- Tigre Uno derrotó a Manik, DJ Z y Andrew Everett en un Ultimate X Match y retuvo el Campeonato de la División X de TNA. (10:02)
  - Tigre Uno ganó la lucha después de descolgar el campeonato.
  - Después de la lucha, Gregory Shane Helms salió a felicitar a Tigre Uno.
- Tyrus ganó el 12-Man Bound for Gold Gauntlet Match, ganando una oportunidad por una lucha por cualquier título de TNA. (24:30)
  - Tyrus cubrió a Anderson después de un «Samoan Spike».
  - Después de la lucha, Ethan Carter III salió a festejar junto a Tyrus pero éste lo confrontó, eligiendo una lucha por el Campeonato Mundial Peso Pesado de TNA.
- The Wolves (Davey Richards & Eddie Edwards) derrotaron a Brian Myers & Trevor Lee y retuvieron el Campeonato Mundial en Parejas de TNA. (11:24)
  - Edwards cubrió a Lee después de un «Superkick» en la nuca, mientras que Richards le hacía un «Brianbuster», simultáneamente.
- Bobby Roode derrotó a Lashley y retuvo el Campeonato del Rey de la Montaña de TNA. (14:17)
  - Roode cubrió a Lashley después de un «Roode Bomb».
  - Después de la lucha, ambos se dieron la mano en señal de respeto.
- Gail Kim derrotó a Awesome Kong y retuvo el Campeonato de Knockouts de TNA. (10:05)
  - Kim cubrió a Kong después de un «Eat Defeat» y «Roll-Up».
  - Después de la lucha, Earl Hebner ayudó a levantar a Kim pero ella le levantó la mano hacia arriba, en señal de respeto (debido a que Hebner era el nuevo miembro del TNA Hall of Fame).
- Kurt Angle derrotó a Eric Young en un No Disqualification Match. (13:10)
  - Angle forzó a rendirse a Young con un «Angle Lock».
  - Durante la lucha, Angle fue sacado por médicos debido a su lesión cervical pero Young atacó a éstos, haciendo que Angle regrese a la lucha.
  - Esta fue la última lucha de Angle en TNA.
- Matt Hardy derrotó a Ethan Carter III (c) y Drew Galloway (con Jeff Hardy como árbitro especial invitado) y ganó el Campeonato Mundial Peso Pesado de TNA. (20:04)
  - Matt cubrió a Galloway después de un «Twist of Hate».
  - Durante la lucha, Jeff Hardy fue atacado por EC3 pero Matt lo atacó con una silla.
  - Después de la lucha, EC3 encaró a Dixie Carter.
  - Después de la lucha, Matt, Jeff y Reby Hardy festejaron juntos.

## Bound for Gold Gauntlet Match: entradas y eliminaciones
| Draw | Participante    | Orden | Eliminado por | Tiempo |
| ---- | --------------- | ----- | ------------- | ------ |
| 1    | Mr. Anderson    | 11    | Tyrus         | 24:30  |
| 2    | Jessie Godderz  | 10    | Anderson      | 22:09  |
| 3    | Eli Drake       | 1     | Snow          | 8:41   |
| 4    | Al Snow         | 3     | Tyrus         | 13:52  |
| 5    | Aiden O'Shea    | 2     | Shera         | 10:43  |
| 6    | Robbie E        | 8     | Godderz       | 21:12  |
| 7    | Mahabali Shera  | 5     | Tyrus         | 14:15  |
| 8    | Tyrus           | -     | Ganador       | N/Un   |
| 9    | Chris Melendez  | 4     | Tyrus         | 13:56  |
| 10   | Tommy Dreamer   | 9     | Anderson      | 21:38  |
| 11   | Abyss           | 7     | Tyrus         | 3:25   |
| 12   | D'Angelo Dinero | 6     | Él mismo      | 0:25   |